# Mobayi-Mbongo
Mobayi-Mbongo (in epoca coloniale nota come Banzyville, in francese, e Banzystad, in olandese) è un centro abitato della Repubblica Democratica del Congo, situato nella Provincia del Nord Ubangi.

## Geografia fisica
Si trova sulla sponda meridionale del fiume Ubangi (un affluente del Congo) che traccia anche il confine di Stato con la Repubblica Centrafricana. Dall'altra parte è situata la cittadina di Mobaye, amministrativamente parte della Prefettura centrafricana di Basse-Kotto.